# 우한철강
우한철강유한공사(영어: Wuhan Iron and Steel Company Limited)는 중국의 철강생산업체이자 바오우의 자회사였다. 우한시 칭산구에 있는 철강공장이 주된 사업이었으며, 모회사는 철강생산업체에서 지주회사 및 인수합병으로 전환되었다.